# Campanha presidencial de João Goulart Filho em 2018
A campanha presidencial de João Goulart Filho em 2018  foi oficializada em 5 de agosto de 2018, tendo como vice na chapa, o professor da Universidade Católica de Brasília, Léo Alves. A chapa formada era puro-sangue e concorreu pelo PPL.

## Propostas
João Goulart Filho defendeu aumentar os investimentos públicos, dobrar o valor do salário mínimo em até 4 anos, universalização da educação, colocou-se contrário às privatizações, reformas trabalhista e da previdência.

## Lema
O lema da campanha de João Goulart Filho foi "Quem gosta do Brasil vota nele".

## Candidatos
| Partido Pátria Livre                                 |                      |
| João Goulart Filho                                   | Léo Alves            |
| para presidente                                      | para vice-presidente |
|                                                      |                      |
| Deputado estadual pelo Rio Grande do Sul (1983–1987) |                      |

## Resultado da eleição

### Eleições presidenciais
| Ano de eleição | Candidato          | Primeiro turno      | Primeiro turno      | Segundo turno       | Segundo turno       |
| Ano de eleição | Candidato          | # do total de votos | % do total de votos | # do total de votos | % do total de votos |
| -------------- | ------------------ | ------------------- | ------------------- | ------------------- | ------------------- |
| 2018           | João Goulart Filho | 30.176              | 0,03%               | Não concorreu       | Não concorreu       |